# Maik Eminger
Maik Eminger (* 1979) ist ein deutscher Rechtsextremist. Er war als Stützpunktleiter der Jungen Nationaldemokraten in Potsdam tätig, war in der Partei „Der III. Weg“ aktiv und gilt als Führungsfigur der rechtsextremen Kameradschaftsszene in Brandenburg. Der Verfassungsschutz Brandenburg bezeichnet Eminger als langjährig aktive(n) und über die Landesgrenzen hinaus gut vernetzte(n) und einflussreiche Neonationalsozialist(en)". Laut dem Amt gilt er als führender Kopf der Kampagne „Ein Licht für Deutschland gegen Überfremdung“ sowie des Unterstützernetzwerks „Gefangenenhilfe“.

## Leben

### Jugend, Radikalisierung und Aktivität in Thüringen
Maik Eminger wuchs im sächsischen Johanngeorgenstadt im Erzgebirge auf. Er und sein Zwillingsbruder André Eminger gingen zunächst aufs Gymnasium, wechselten dann aber auf die Mittelschule und machten dort 1996 ihren Realschulabschluss. Der Vater der Familie mit insgesamt vier Kindern war Skispringer in der B-Nationalmannschaft der DDR und erreichte in dieser Zeit eine gewisse regionale Bekanntheit. Maik und Andre Eminger waren in ihrer Jugend ebenfalls talentierte Skispringer.
Ab Mitte der 1990er wendeten sie sich dem in der Region subkulturell stark verankerten Neonazismus zu. Nach Recherchen der Zeit differenzierte sich die rechtsextreme Gesinnung der Brüder Mitte der 1990er Jahre aus: André Eminger begann Rechtsrock zu hören und wendete sich der Blood and Honour Skinhead-Szene zu. Maik Eminger dagegen interessierte sich eher für Germanenkult, völkische Ideen und Rassenkunde und wurde als der intellektuellere der beiden beschrieben. Die Brüder Eminger bauten die „Weiße Bruderschaft Erzgebirge (WBE)“ auf; deren Motto: „White Pride heißt unsere Relegion“ (sic!) bezieht sich auf die Vorstellung einer „weißen Revolution“. Andre und Maik Eminger gaben das Szenemagazin The Aryan Law & Order heraus.
Die Zwillingsbrüder Maik und André Eminger waren in der „Brigade Ost“ aktiv, aus deren Reihen sich eine Reihe von Unterstützern des NSU rekrutierten.
Eminger zog irgendwann im Zeitraum zwischen 1997 und 2004 nach Niedersachsen und war dort im Umfeld des NPD-Kaders Jürgen Rieger aktiv.

### Umzug nach Brandenburg
2005 zog Eminger mit seiner Frau Sylvia Eminger und seinen fünf Kindern auf einen Hof nach Grabow, einem kleinen Ortsteil der Gemeinde Mühlenfließ in Potsdam-Mittelmark. Dort pflegt er seitdem germanisches Brauchtum, feiert die Sommerwende. Er arbeitet als Tätowierer.
Eminger engagierte sich in der 2006 verbotenen Bewegung „Neue Ordnung“, angelehnt an die Gruppe von Neonazi-Terroristen in den USA, die sich ebenfalls New Order nannten. Er war auch im Schutzbund Deutschland und war für Flugblätter der Organisation verantwortlich. 2008 wurde er „Stützpunktleiter Potsdam“ der Jungen Nationaldemokraten. Maik Eminger führte ideologische Schulungen durch, in denen er die Definition von „Rasse“ und „Volksgemeinschaft“ vermitteln wollte.
Nachdem 2011 die Terroristen Mundlos und Böhnhardt starben und Zschäpe sich der Polizei stellte, flüchtete sich Andre Eminger mit seinen beiden Kindern zu seinem Bruder nach Grabow. Am Morgen des 24. November 2011 stürmte die GSG 9 mit mehr als 20 Beamten das Haus Emingers in Brandenburg. In einer Plastiktüte wurden 3.835 Euro bei Andre Eminger gefunden.
Die Potsdamer Neuen Nachrichten berichteten 2015, dass Eminger im Sommer 2013 Opfer eines schweren Verkehrsunfalls wurde. Ein Pkw-Fahrer habe einen parkenden Wagen überholt und sei dann mit einem entgegenkommenden Motorrad frontal zusammengestoßen. Der Motorradfahrer war Maik Eminger. Er erlitt schwere Verletzungen und wurde mit einem Rettungshubschrauber abtransportiert. Der Unfall geschah laut PNN in einem Dorf direkt vor einem Döner-Imbiss. Deren migrantische Mitarbeiter leisteten Eminger Erste Hilfe und hätten damit Eminger das Leben gerettet.

### III. Weg und die „Gefangenenhilfe“
Laut Verfassungsschutz Brandenburg ist Maik Eminger heute einer der führenden Köpfe des Unterstützernetzwerkes „Gefangenenhilfe“. Sicherheitsbehörden sehen sie als Nachfolgeorganisation der 2011 verbotenen „Hilfsorganisation für nationale Gefangene“. 2015 startete er mit der Arbeit der Neonazi-Splitterpartei „Der III. Weg“ im Land Brandenburg. Er gegründete den „Stützpunkt Potsdam-Mittelmark“.
Maik Eminger war einer der Hauptredner beim Tag der deutschen Zukunft in Neuruppin 2015. Das Amtsgericht Brandenburg verhängte im September 2015 eine sechsmonatige Haftstrafe auf Bewährung gegen Eminger wegen Volksverhetzung. Maik Eminger trug bei der Verhandlung ein T-Shirt der „Gefangenenhilfe“. Bei einer NPD-Demonstration am 23. Februar 2014 im Bad Belziger Neubaugebiet Klinkengrund rief er seinen Anhängern, „deutsche Staatsbürger, Volksgenossen“ Anleihen aus dem NSDAP-Programm entgegen. Sie endeten mit einem  kruden Vergleich, der ebenfalls Bestandteil der Klageschrift war. Eminger sprach von „Negerblut“. Eminger äußerte sich, wie sein Bruder Andre Eminger später im NSU-Prozess, nie zu den Vorwürfen an ihn.